# Wilhem Latchoumia
Wilhem Latchoumia (né le 2 mai 1974 à Lyon) est un pianiste français.

## Biographie
Après une médaille d’or à l’unanimité au Conservatoire national de région de Lyon (classe d’Anne-Marie Lamy), Wilhem Latchoumia obtient en 1999 son premier prix à l’unanimité avec les félicitations du jury du Conservatoire national supérieur de musique et de danse de Lyon (classe d’Éric Heidsieck et Géry Moutier). Il termine sa formation avec Géry Moutier en classe de perfectionnement. Il a été élève de Claude Helffer et a suivi les master-classes d’Yvonne Loriod-Messiaen et Pierre-Laurent Aimard. Il est par ailleurs titulaire d’une licence en musicologie.
Wilhem Latchoumia se produit régulièrement en récital, en concerto ou dans le cadre de concerts de musique de chambre.
Il se produit en France (Festival international « Piano aux Jacobins » à Toulouse, « Festival estival et Académies » d’Annecy, Festival « Musicales internationales Guil-Durance », Festival de l’Emperi à Salon-de-Provence, Festival de Besançon, Festival de l’Orangerie à Sceaux, Festival international de piano de La-Roque-d'Anthéron, « Jeunes Talents » à Metz, « Retour au Pays natal » en Martinique, « Classique au Port » à La Rochelle...), aussi bien qu'à l'étranger (Festival de Gubbio en Italie, Festival « Young Euro Classic 2002 » de Berlin, Festival Xeraciòn 2004 en Espagne, à l'Institute For Contemporary Performance du Mannes College of Music à New York, au Beijing Modern Music Festival de 2007 en Chine, au 39e Festival Encuentros de Buenos Aires en Argentine, en Turquie, en Estonie, en Biélorussie, en Pologne, en Amérique du Sud...).
En septembre 2010, il crée avec l’Orchestre national de Lille le Concerto pour piano et orchestre d’Anthony Girard.
L'année suivante, Wilhem Latchoumia est en résidence à la Fondation Royaumont où il participe à la création (septembre 2011) de Daughters of the lonesome Isle de John Cage. Il donne par ailleurs plusieurs concerts en hommage à John Cage, à l’occasion du 20e anniversaire de la disparition du minimaliste américain, notamment un récital de piano préparé aux Bouffes du Nord (26 septembre 2011), réalisant sept créations (œuvres de Oscar Bianchi, Thierry Blondeau, Francesco Filidei, Pierre Jodlowski, Alex Mincek, Karl Naegelen, Gérard Pesson).
Son goût pour la musique contemporaine l’amène à collaborer avec des compositeurs tels que Gilbert Amy, Pierre Boulez, Anthony Girard, Jonathan Harvey, Michael Jarrell, Pierre Jodlowski, Frédéric Kahn, Christian Lauba, José Manuel Lopez-Lopez, Karl Naegelen et Frédéric Pattar.
Il collabore également avec les chorégraphes Philippe Cohen (Festival Musica à Strasbourg, au Luxembourg) et Stanislaw Wisniewski (en tournée à Lyon, en Pologne, Biélorussie, Espagne).
En février 2023, il participe à La Folle Journée de Nantes en jouant du Heitor Villa-Lobos Impressoes Sereisteiras (extrait de Ciclo brasileiro) , Nenê vai dormir (extrait de Suite infantil n°1); du Manuel de Falla l'amour Sorcier (extraits), Escena, Cancion del fuego fatuo, Romance del pescator, danza ritual del fuego; du George Crumb Eine Kleine Mitternachtmusik (d'après "Around Midnight" de T. Monk)

## Distinctions
- Lauréat de la Fondation Hewlett-Packard « Musiciens de demain » (2004)
- 12e Concours international de musique contemporaine pour piano Xavier Montsalvatge (Girona, Espagne)
- Premier prix mention spéciale Blanche Selva ainsi que cinq autres prix au Concours international de piano d'Orléans (2006).

## Discographie

### Soliste
- « Extase Maxima » : R. Wagner/F. Liszt: Phantasiestück über Motive aus 'Rienzi', S439 et Isoldes Liebestod, S447 ; R. Wagner: Fantaisie en Fa dièse mineur, WWV 22 et Élégie en la bémol majeur, WWV 93 ; G. Pesson : En haut du Mât (une chanson de marin), d'après Tristan und Isolde de Richard Wagner (acte I, scène 1) ; R. Wagner/Alfred Jaëll: Transcription op. 112, extraite de Drei Stücke aus Richard Wagners „Tristan und Isolde" ; R. Wagner/H. Wolf: Paraphrase über „Die Walküre" von Richard Wagner - chez La Dolce Volta, salué par la critique (Choc de Classica[3], Pianiste Maestro[4]).
- « Piano & electronic sounds » : J. Harvey : Tombeau de Messiaen ; P. Jodlowski : Série Blanche - Série Noire: Thriller ; L. Ferrari: À la recherche du rythme perdu ; L. Nono : ...Sofferte Onde Serene...; J. Cage: Music for Carillon 2/3 chez Sisyphe ; récompensé par un Choc du Monde de la Musique
- « Impressoes » : H. Villa-Lobos: Ciclo Brasileiro, A Pròle do Bébé, Tristorosa, As Tres Marias, A Lenda do Caboclo ; C. Guarnieri: Ponteio & Toccata ; A. Ginastera : Danzas Argentinas; C. Guastavino : Bailecito - chez Sony BMG/RCA, salué par la critique (Choc du Monde de la Musique, Diapason d'or, meilleur enregistrement pour la revue Audio Clasica [Espagne]).
- 2016 Manuel de Falla intégrale des Pièces de Piano chez Harmonia Mundi

### Ensemble
- D'un Espace Déployé (1972-73) de Gilbert Amy ; Orchestre du Conservatoire national supérieur de musique de Lyon ; Gilbert Amy, dir.; Peter Csaba, dir.; Orchestre du Conservatoire national supérieur de musique et de danse de Paris ; Pascal Rophé, dir. ; Anne-Sophie Duprels, soprano ; Nikolaï Maslenko, piano ; Wilhem Latchoumia, piano. - Lyon : CNSM 2000 ; Enregistrement réalisé lors du concert du 10 décembre 1999 à la Cité de la musique, Paris

## Podcasts
- 2016 Prélude (Like Debussy has never heard it)[5] de Frédéric Verrières sur Radio France Création Mondiale : l'intégrale sur France Musique
- 2019 One bird, one tree pour erhu, accordéon et piano de Lin-Ni Liao[6] sur Radio France Création Mondiale : l'intégrale sur France Musique